# Podagrion flabellatum
Podagrion flabellatum är en stekelart som beskrevs av Girault 1929. Podagrion flabellatum ingår i släktet Podagrion och familjen gallglanssteklar. Inga underarter finns listade i Catalogue of Life.